# Gagelbladroller
De gagelbladroller (Clepsis senecionana) is een vlinder uit de familie bladrollers (Tortricidae). De wetenschappelijke naam is voor het eerst geldig gepubliceerd in 1819 door Hübner.
De soort komt voor in Europa.